# Samsung Galaxy A52
I Samsung Galaxy A52 e Samsung Galaxy A52 5G sono due smartphone di fascia media prodotti da Samsung, facenti parte della serie Samsung Galaxy A.

## Caratteristiche tecniche

### Hardware
Il Galaxy A52 è uno smartphone con form factor di tipo slate, le cui dimensioni sono di 159,9 × 75,1 × 8,4 mm e pesa 189 grammi.
Il dispositivo è dotato di connettività GSM, HSPA, LTE, di Wi-Fi 802.11 a/b/g/n/ac dual-band con supporto a Wi-Fi Direct e hotspot, di Bluetooth 5.0 con A2DP e LE, di GPS con A-GPS, BeiDou, GALILEO e GLONASS e di NFC. Ha una porta USB-C 2.0 e un ingresso per jack audio da 3,5 mm.
È dotato di schermo touchscreen capacitivo da 6,5 pollici di diagonale, di tipo S-AMOLED, Infinity-O, angoli arrotondati e risoluzione FHD+ 1080 × 2400 pixel. Supporta il refresh rate a 90 Hz.
La batteria ai polimeri di litio da 4500 mAh non è removibile dall'utente. Supporta la ricarica rapida a 25 watt, ma nella confezione viene fornito un alimentatore da "soli" 15 watt.
Il chipset è un Qualcomm Snapdragon 720G (SM7125-1-AB) con CPU octa core (2 core a 2,3 GHz + 6 core a 1,8 GHz). La memoria interna di tipo UFS 2.1 è di 128/256 GB espandibili con microSD sino a 1 TB, mentre la RAM è di 6/8 GB (in base al modello scelto).
La fotocamera posteriore ha un sensore principale da 64 megapixel, con apertura f/1.8, uno da 12 MP ultra-grandangolare f/2.2, una da 5 MP di profondità e una da 5 MP per le macro f/2.4, è dotata di autofocus OIS, modalità HDR e flash LED, in grado di registrare al massimo video 4K a 30 fotogrammi al secondo, mentre la fotocamera anteriore è singola da 32 MP con registrazione video massimo in 4K@30 fps e supporto HDR.
Il Galaxy A52 5G differisce principalmente per il SoC, che è un Qualcomm Snapdragon 750G 5G (SM7225-2-AB) Octa-core (2 core a 2,2 GHz + 6 core a 1,8 GHz), oltre ad avere il supporto al 5G e lo schermo, che supporta il refresh rate fino a 120 Hz.
Entrambi i dispositivi sono resistenti all'acqua con certificazione IP67.

### Software
Il sistema operativo di base è Android 11, accompagnato dall'interfaccia utente One UI 3.1.
Da gennaio 2022 iniziano a ricevere l'aggiornamento ad Android 12 con One UI 4.0, poi passata alla versione 4.1 a partire dalla fine di marzo dello stesso anno.
Verso la fine del 2022, a seconda delle regioni e delle versioni, è stata iniziata l'aggiornamento ad Android 13 e dell'interfaccia Samsung One UI 5.0.

## Varianti

### Galaxy A52s 5G
Il Samsung Galaxy A52s 5G è una versione "migliorata" del Galaxy A52 5G. Presentato il 17 agosto 2021 ed in vendita dal 3 settembre successivo, presenta alcune novità: cambia il processore, il quale viene sostituito da un più performante Qualcomm Snapdragon 778G 5G (6 nm) (Kryo 670 Octa-core: 4x2.4 GHz Cortex-A78 + 4x1.9 GHz Cortex-A55), una nuova GPU Adreno 642L, viene aggiunto il supporto al Wi-Fi 6 ed è disponibile un nuovo colore "awesome mint".